# Les Vieux Fourneaux
Les Vieux Fourneaux és una sèrie de còmics francesa escrita per Wilfrid Lupano i dibuixada per Paul Cauuet, publicada per Dargaud des del 2014. El 2018 es va estrenar una pel·lícula, també anomenada Les Vieux Fourneaux, basada en el primer volum, i el 2022 una segona part titulada Bons pour l'asile.

## Argument

### Volum 1ː Ceux qui restent
Pierrot, Mimile i Antoine són tres homes de més de 70 anys. Són amics des de la infància, que van passar en un petit poble del sud-oest de França. Els tres s'han rebel·lat contra l'autoritat al llarg de la seva vida i encara mantenen una actitud revolucionària contra tot allò que consideren que és l'establishment. Quan Antoine s'assabenta que la seva dona difunta l'ha enganyat amb el cap de la seva empresa, decideix cometre un delicte passional: vol anar a la Toscana per assassinar el magnat corporatiu. La seva neta Sophie, aleshores embarassada, i els seus amics el segueixen per aturar-lo.
Un cop a la Toscana, Antoine troba el seu antic cap que s'ha convertit en un vell senil que pateix la malaltia d'Alzheimer i renuncia a intentar fer-li mal. El trastorn mental fa que doni a la neta d'Antoine, car la pren per la seva antiga amant, el codi d'un compte offshore amb més de 90 milions d'euros.

### Volum 2ː Bonny et Pierrot
Sophie envia de manera anònima els diners que retira del compte de l'empresa a Pierrot. Posa a la carta el nom d'una pirata, Anne Bonny, sense saber que era el pseudònim d'una antiga amant de Pierrot, la qual cosa el porta gairebé a la desesperació: estava convençut que era morta. La narració inclou flashbacks, amb una protesta contra la guerra d'Algèria i discussions sobre l'afer Papon. A més, Pierrot va estar involucrat, amb la seva amant, en el robatori a un banc a l'estil Bonnie i Clyde. Sophie lamenta la seva acció i es veu obligada a prendre mesures dràstiques: fa una divertida incursió anarquista a una reunió d'accionistes on fa detonar una bomba de farina que signa amb el mateix nom, Anne Bonny. Pierrot, ara convençut que es tracta d'una altra persona, torna a trobar-li el gust a la vida. Mentrestant, Mimille i Antoine han descobert que la dona en qüestió encara viu i està casada amb el rival de Pierrot, i decideixen ocultar la veritat al seu amic.

### Volum 3ː Celui qui part
El tercer volum tracta bàsicament de Mimile, que va passar part de la seva vida al Pacífic on va participar en una recerca del tresor. Allà, finalment, va trobar un tresor, però els seus diners i la seva aventura el van portar a perjuducar greument un bon amic. Sophie descobreix el secret de joventut dels tres protagonistes però prefereix guardar-se'l: en la seva joventut, van arruïnar la vida d'una noia lliurant-se a l'assetjament i les bromes. La mare de la noia era considerada col·laboradora perquè el seu marit, deportat al servei laboral obligatori, l'havia deixat per una dona que havia conegut a Alemanya i, per compensar-ho, li havia enviat diners per a la seva granja. Pierrot, Mimile i Antoine, que després es convertiren en portaveus dels oprimits, van espatllar la vida d'aquesta noia.
Paral·lelament, Pierrot s'implica amb dos militants del seu col·lectiu anarquista en una intervenció contra la mortalitat de les abelles, però són enxampats per la policia.

### Volum 4ː La Magicienne
En el quart volum, la neta d'Antoine, Sophie, és al centre de la història. A més de la seva feina de titellaire en un teatre itinerant, es preocupa, com a mare soltera, per la seva filla. Mentre que l'empresa farmacèutica Garan-Servier busca ampliar la superfície de la seva fàbrica creant nous llocs de treball en aquesta regió estructuralment feble, ous d'una espècie rara de llagosta, la saga pedo, es descobreixen al lloc previst per a la construcció. Els zadistes ocupen immediatament el terreny per a impedir-ne la construcció. Antoine intenta evitar la manifestació. El seu amic Pierrot, però, està totalment en desacord i arriba amb un grup d'antics anarquistes de París per a donar suport a la resistència. Mentrestant, Sophie descobreix un secret sobre el seu pare i sense voler-ho s'enamora del líder dels d'activistes, que té una explotació d'agricultura ecològica en una finca propera. La situació es resol per si mateixa quan descobrim que el projecte de Garan-Servier va servir, de fet, per amagar un acomiadament col·lectiu massiu. Davant el clam provocat per la revelació, l'empresa abandona el terreny.

### Volum 5ː Bons pour l'asile
Havent tornat a París, Pierrot, durant una altra manifestació anarquista, coneix una antiga protegida. Antoine i Mimile també van a París per veure el partit de rugbi entre França i Austràlia. Sophie obliga Antoine a anar amb al seu fill, amb qui està enfadat, perquè tots dos tinguin cura de la seva filla Juliette, amb l'esperança que això els permeti arreglar les coses. Aleshores, Mimile es troba sol per anar al partit de rugbi. Aquestes tres històries encaixen en un context de conflicte social sobre la qüestió migratòria.

### Volum 6ː L'Oreille bouchée
Mimile convida Pierrot i Antoine a una estada a les profunditats de la selva a Guyana amb totes les despeses pagades però sense explicar-los el motiu. Els tres còmplices descobriran, mentre participen en una obra de teatre absurda centrada en les malifetes de la crematística, les belleses de la natura, en gran part afeblides o destruïdes per les explotacions mineres i la pol·lució. També reviuen, en certa manera, els seus somnis d'infantesa.

### Volum 7ː Chauds comme le climat
Antoine, ferit en una manifestació a París, torna a casa per assistir al funeral del seu antic enemic, Armand Garan-Servier. Poc després, un incendi criminal destrueix diversos edificis i el bosc que limitava amb el poble. Mentre Antoine i Pierrot porten a terme la investigació, Sophie i Mimile intenten traslladar la seva veïna, l'irascible grangera Berthe, sense llar des de l'incendi. Paral·lelament, el fill de Garan-Servier entra en un període d'incertesa pel que fa al seu paper a l'empresa i la societat.

## Premis
- 2015: Premi del Públic Cultura al Festival del Còmic d'Angulema